# Kranjska čebela
Kranjska čebela, tudi kranjska sivka ali kranjica (znanstveno ime Apis mellifera carnica), je pasma  medonosne čebele (Apis mellifera), ki je avtohtona na območju Balkanskega polotoka, iz zgodovinskih vzrokov pa je za njeno domovino priznana Gorenjska (Slovenija). Najdemo jo na ozemlju širše Koroške in Štajerske (tudi v Avstriji), na Madžarskem, v Romuniji, Hrvaški, Bosni in Hercegovini, Srbiji, umetno naseljeno še v Nemčiji ter ponekod drugod. Trenutno je za italijansko čebelo druga najbolj razširjena medonosna čebelja pasma na svetu, ki se veliko uporablja v čebelarstvu.

## Značilnosti pasme
Kranjska čebela je umirjena pasma, namenjena pridobivanju medu in drugih čebeljih pridelkov v gosto naseljenih območjih. Od ostalih pasem medonosnih čebel se loči tako po zunanjih lastnostih kot tudi po vedenjskih lastnostih.

### Posebnosti v zunanjem izgledu
- vitko telo
- temno rjava barva obročkov zadka
- sive dlačice na zadku

### Prednosti za čebelarstvo
- majhna poraba zimske hrane,
- hiter pomladanski razvoj,
- usmerjenost v izkoriščanje paše v gozdu,
- dobra orientacija
- hitro zmanjšanje obsega zalege v brezpašnem obdobju
- zalega izgine zgodaj jeseni
- v panju malo propolizira

Kranjska čebela je miroljubna do čebelarja in ni preveč dovzetna za ropanje s strani drugih čebel. Zdravstveno je skoraj popolnoma odporna proti bolezenski pršičavosti čebel (acariosis apis), je pa tudi dokaj odporna proti nosemi (nosemosis apium) in čebelji gnilobi (pestis apium) ter proti varozi čebel (varoozis) .

### Slabosti za čebelarstvo
- pogosto rojenje
- slabša izdelava voska

## Hiša kranjske čebele
V sredo 3. novembra 2021 so v Višnji Gori odprli Središče inovativnih tehnologij APILAB – Hiša kranjske čebele, ki je prva doživljajska zgodba o kranjski čebeli v Sloveniji. Gre za edinstven preplet podjetništva in čebelarstva, sodobne tehnologije z ohranjanjem naravne in kulturne dediščine, inovativnih pristopov ter poleg ostalega svojevrsten muzej kranjske čebele in tradicije čebelarstva na Slovenskem. 

## Galerija
- Čebela delavka
- Čebela delavka kot plen potepuškega rakovičarja
- Kranjska čebela na romunski poštni znamki
- Čebela delavka
- Matica kranjske čebele med delavkami